# Thiruvalla
Thiruvalla là một thành phố và khu đô thị của quận Pathanamthitta thuộc bang Kerala, Ấn Độ.

## Nhân khẩu
Theo điều tra dân số năm 2001 của Ấn Độ, Thiruvalla có dân số 56.828 người. Phái nam chiếm 48% tổng số dân và phái nữ chiếm 52%. Thiruvalla có tỷ lệ 88% biết đọc biết viết, cao hơn tỷ lệ trung bình toàn quốc là 59,5%: tỷ lệ cho phái nam là 88%, và tỷ lệ cho phái nữ là 88%. Tại Thiruvalla, 10% dân số nhỏ hơn 6 tuổi.